# Respoublika Ata-jourt
Pour les articles homonymes, voir Respublika.

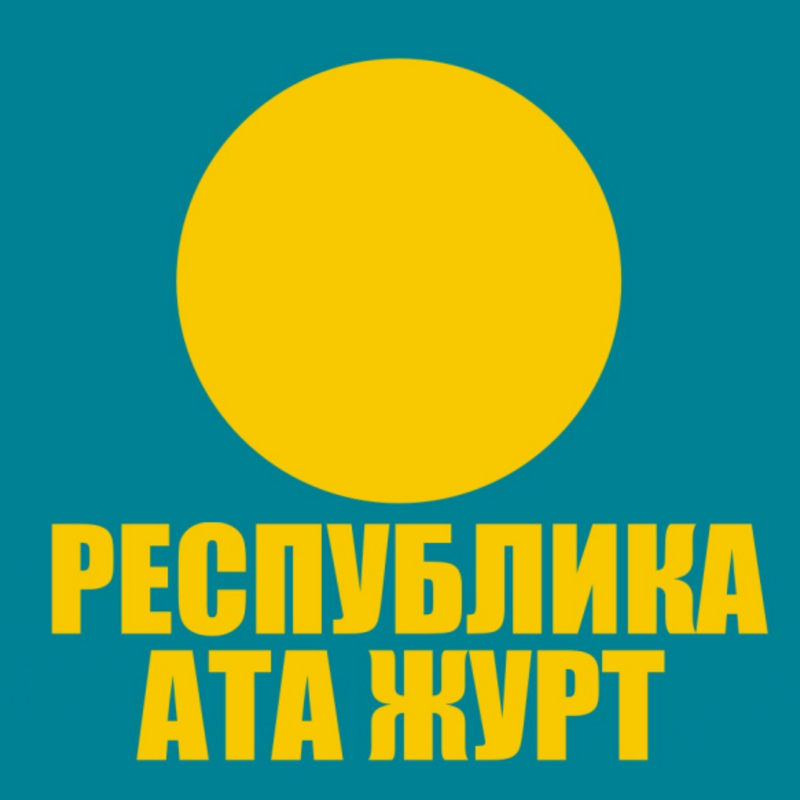
Logo du parti.

Respoublika Ata-jourt,, (en kirghize et russe : Республика Ата-Журт, Respoublika Ata-Jourt « République Patrie ») est un parti politique kirghiz, fondé en 2014 à la suite de la fusion de Respoublika et d'Ata-jourt. Il est codirigé par Ömürbek Babanov, ancien Premier ministre et par Kamtchybek Tachiev.
Des dissensions entre les deux partis apparaissent lors du référendum constitutionnel kirghize de 2016. Le parti est dissout en 2017, peu avant l'élection présidentielle kirghize de 2017. Subsiste alors le seul groupe parlementaire.